# Arboa madagascariensis
Arboa madagascariensis je biljka iz porodice Passifloraceae, roda Arboa. Raste kao grm u šumama i stjenovitim stranama usamljenih uzvisina. Endemska je vrsta s Madagaskara. Vrlo je rijetka. Zabilježena je na 5 lokacija. Raste u provincijama Antsiranani i Mahajangi. Područje gdje je zaštićena je Montagne d'Ambre. Odgovaraju joj suhi i subhumidni bioklimatski uvjeti na visinama do 499 metara.
Bazionim je Erblichia madagascariensis O. Hoffm. , a ostale kombinacije za ovaj bazionim su: 
- Piriqueta madagascariensis  (O. Hoffm.) Urb.
- Turnera madagascariensis (O. Hoffm.) Baill.

Sinonimi za ovu biljku su:
- Erblichia madagascariensis  O. Hoffm.
- Piriqueta madagascariensis  (O. Hoffm.) Urb.
- Turnera madagascariensis (O. Hoffm.) Baill.
- Turnera hildebrandtii Baill.